# Défilé du Jour de la Victoire 2023

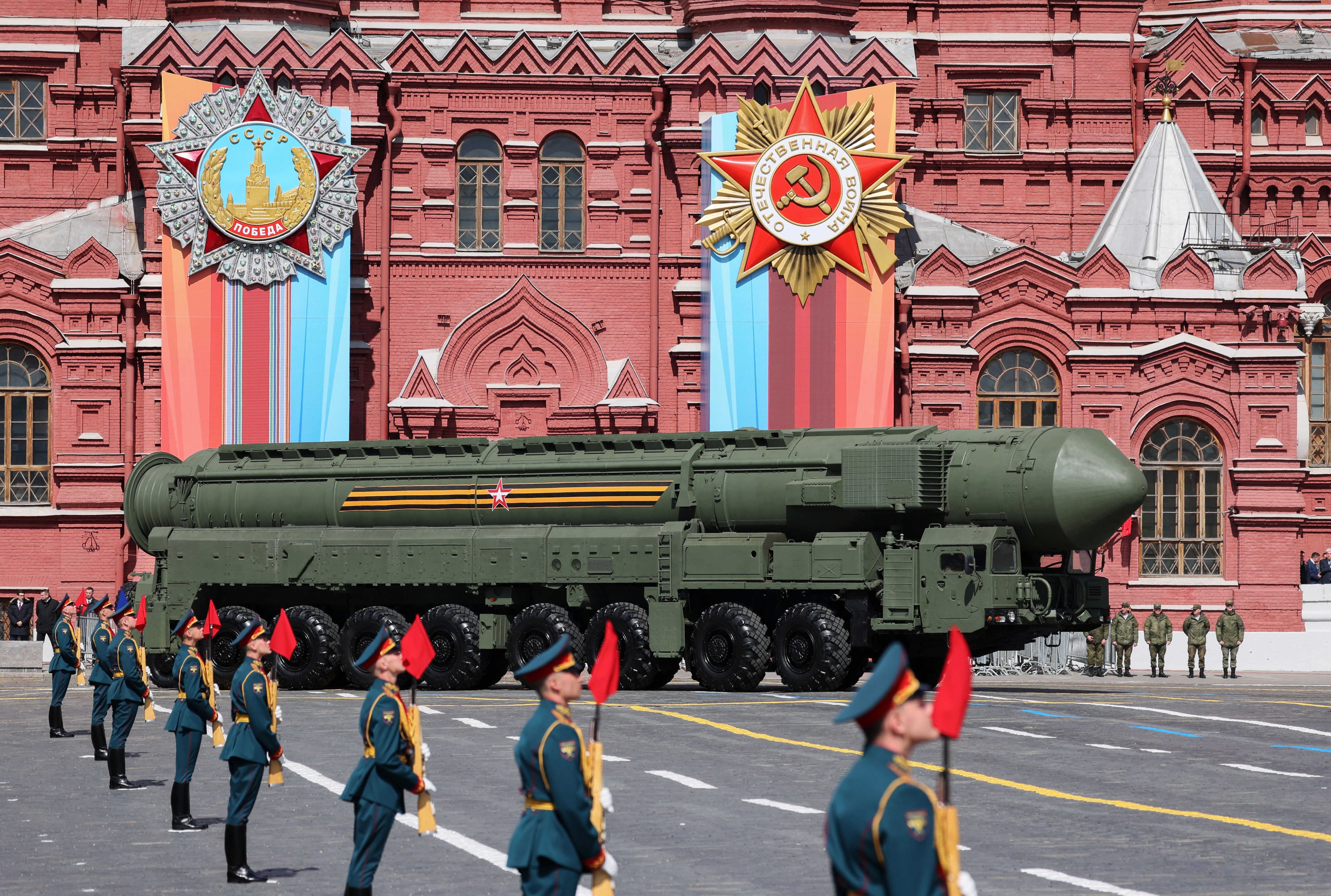
ICBM RS-24 Iars lors du défilé du Jour de la Victoire à Moscou en 2023.

Le défilé militaire du Jour de la Victoire de 2023 a lieu le 9 mai 2023 sur la place Rouge, à Moscou, en Russie, et célèbre le 78e anniversaire de la fin de la Seconde Guerre mondiale en Europe, la « Grande Guerre patriotique » pour les Russes et leur victoire sur le Troisième Reich. 
La taille de l'événement est réduite en raison de l'invasion russe de l'Ukraine.

## Contexte
Le Jour de la Victoire est une importante fête laïque en Russie qui commémore la reddition de l'Allemagne pendant la Seconde Guerre mondiale, qui marque la fin du conflit le plus meurtrier de l'histoire de l'humanité. La fête célèbre la puissance militaire et la force morale de l'Armée rouge, qui a subi d'énormes pertes pendant la guerre, avec au moins 20 millions de morts. Le Jour de la Victoire est fêté chaque année le 9 mai depuis 1945, et c'est l'un des jours fériés les plus vénérés et les plus célébrés en Russie, avec des défilés, des feux d'artifice et des concerts organisés dans tout le pays.

## Résumé du défilé
Le défilé de 2023 est fortement réduit par rapport aux années précédentes. Environ 51 véhicules sont présents, dont des véhicules de combat d'infanterie et des Remdiesel Z-STS Akhmat MRAP, ces derniers étant uniquement utilisés par les forces tchétchènes.

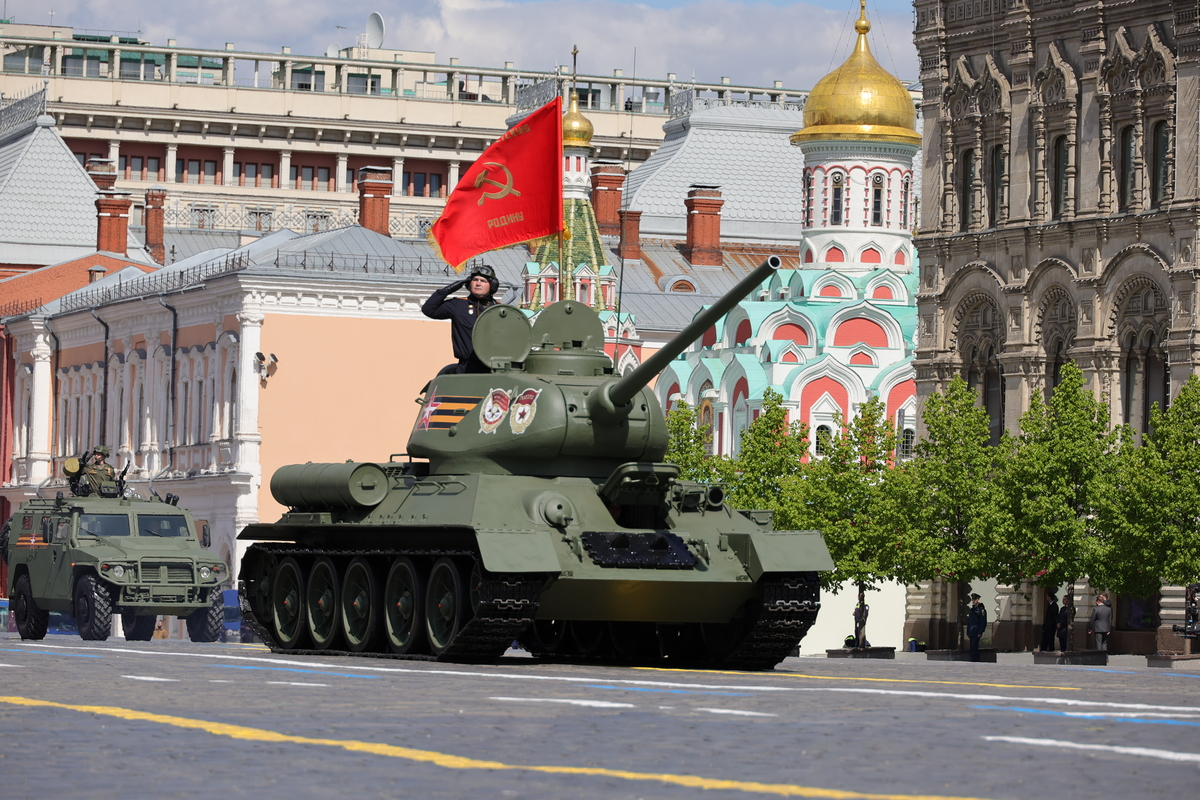
Un T-34-85, le seul char exposé au défilé du Jour de la Victoire à Moscou en 2023.

Un seul char parade, à savoir un ancien T-34-85 de la Seconde Guerre mondiale. Aucun défilé aérien n'est prévu lors de l'événement pour la deuxième année consécutive,. Seuls 51 véhicules sont dénombrés contre 197 pour le défilé du Jour de la Victoire 2021, soit environ 25 % seulement des véhicules apparus en 2021. Faute d'aéronefs, le défilé ne dure que 45 minutes, contre une heure et demie précédemment. Seuls huit mille soldats prennent part au défilé contre 11 000 en 2021. Le T-34-85 d'époque est le seul véhicule à chenilles de l'événement, les autres étant des véhicules de combat légers à roues. Des véhicules tels que les VPK-3927 Volk (en), GAZ 2330 TIGR et VPK-7829 Boumerang défilent sur la place Rouge. Aucun système de défense aérienne à courte portée n'est repéré non plus, une rupture avec les défilés précédents. Enfin les proches de ceux ayant combattu dans la Grande Guerre Patriotique, le régiment immortel, ne sont pas autorisés à défiler,,.
Comme les années précédentes, des lanceurs de missiles sont également inclus. Des ICBM sont montrés et parmi ceux-ci se trouvent trois RS-24 Iars.

## Dignitaires étrangers présents
Parmi les personnes présentes figurent:
- Président de la république de Biélorussie Alexandre Loukachenko
- Président de la république du Kazakhstan Kassym-Jomart Tokaïev
- Président du Kirghizistan Sadyr Japarov
- Président du Tadjikistan Emomali Rahmon
- Président de la république du Turkménistan Serdar Berdimuhamedow
- Président de la république d'Ouzbékistan Shavkat Mirziyoyev
- Premier ministre d'Arménie Nikol Pachinian